# Richard Fetherston
Pour les articles homonymes, voir Saint Richard et Featherstone (homonymie).
Richard Fetherston (également orthographié Fetherstone ou Featherstone) est un prêtre catholique anglais mort en martyr le 30 juillet 1540. Archidiacre de Brecon (en) de 1523 à 1534, chapelain de Catherine d'Aragon et tuteur de sa fille Marie Tudor, il est exécuté à Smithfield en 1540 et béatifié par le pape Léon XIII le 29 décembre 1886 avant cinquante-trois autres martyrs. Il est fêté le 30 juillet dans le rite romain de l'Église catholique.

## Biographie
Décrit comme sacrae theologiae Doctor par l'érudit catholique John Pits (en), Fetherston fait partie des théologiens nommés pour défendre la cause de la reine Catherine dans son instance de divorce devant les légats apostoliques les cardinaux Wolsey et Campeggio, durant laquelle il aurait rédigé le traité Contra divortium Henrici et Catharinae, Liber unus. Aucune copie de cet écrit n'a été trouvée à ce jour.
Fetherston participe à la convocation (en) qui débute en avril 1529, et est un des rares membres à refuser de signer l'acte déclarant le mariage d'Henri VIII et Catherine comme nul ab initio : selon lui, le pape serait dans l'incapacité de déclarer la nullité d'un tel cas. En 1543, il est appelé à prêter le Serment de suprématie (en) ; le refusant, il est emprisonné dans la tour de Londres le 13 décembre 1534, où il reste probablement jusqu'en 1540.
Le 30 juillet 1540, Fetherston est pendu, traîné et équarri à Smithfield aux côtés des théologiens catholiques Thomas Abel (en) et Edward Powell, qui comme lui ont été conseillers de la reine Catherine lors de sa procédure de divorce, ainsi que de trois autres théologiens, Robert Barnes (en), Thomas Garret (en) et William Jerome, condamnés pour avoir enseigné le zwinglianisme. Tous les six sont traînés sur trois claies dans les rues, avec un catholique et un hérétique sur chaque claie. Les protestants sont brûlés, tandis que les trois catholiques sont exécutés selon la méthode habituelle, avant que leurs membres ne soient accrochés aux portes de la ville et leurs têtes placées sur des piquets sur le pont de Londres.